# Expedició Palliser
L'expedició Palliser  va ser una expedició britànica a les praderies de l'oest del Canadà que tingué lloc entre els anys 1857 a 1860 i que va ser dirigida per John Palliser.

## Participants
Entre els participants es trobaven: 
- John Palliser, geògraf
- James Hector, geòleg i cirurgià
- Eugène Bourgeau, botànic
- Thomas Blakiston, encarregat de l'orientació amb la brúixola
- John W. Sullivan, matemàtic i observador de l'orientació amb el sextant

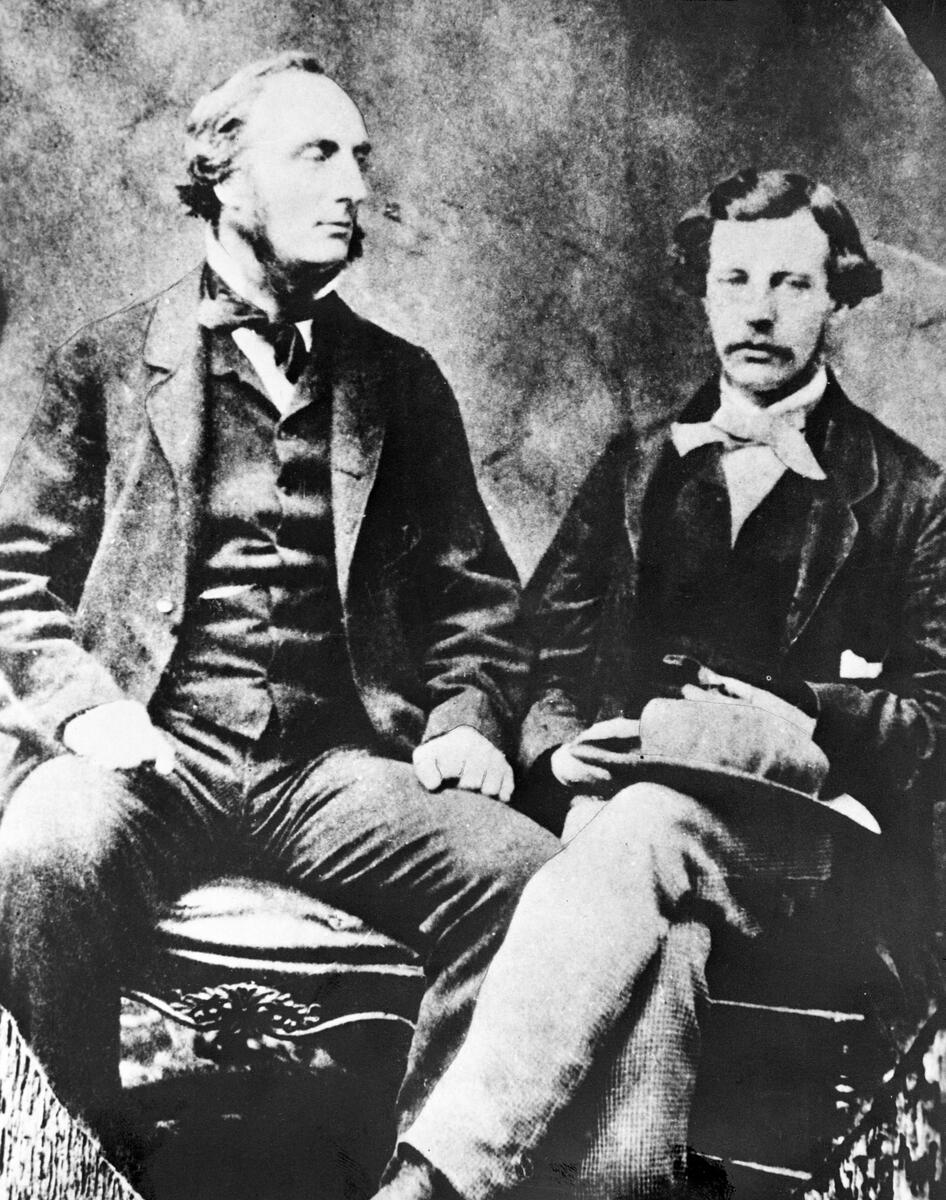
El capità John Palliser i James Hector
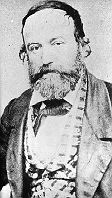
Eugène Bourgeau
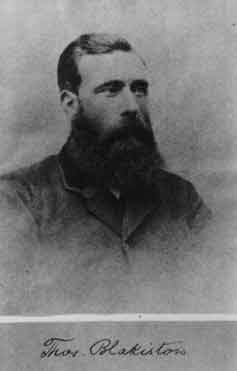
Thomas Wright Blakiston

## Conclusions
Tres anys després de l'expedició, Palliser presentà el seu informe al Parlament britànic el 1863. Un mapa detallat de les regions visitades es va publicar el 1865. El Triangle de Palliser va ser explorat per primera vegada en aquesta expedició i van concloure que aquesta regió era massa seca per l'agricultura tot i que finalment va ser conreada però amb problemes per la secada de la dècada de 1930.